# Língua silesiana
A língua silesiana (ślůnsko godka, ślůnski, por vezes também pů našymu) é uma língua falada sobretudo na Alta Silésia na Polónia, mas também na República Checa.
Em 2011, cerca de 509.000 pessoas declararam-se de língua materna silesiana.
O silesiano é uma língua muito próxima da língua polaca, pelo que muitos linguistas o consideram um dialecto polaco.

## Alfabeto
A língua silesiana tem utilizado os caracteres do alfabeto polaco. Em 2006 foi criado um alfabeto silesiano que tem sido utilizado na Internet, como por exemplo na Wikipédia silesiana.
Aa Bb Cc Ćć Čč Dd Ee Ff Gg Hh Ii Jj Kk Ll Mm Nn Ńń Oo Pp Rr Řř Ss Śś Šš Tt Uu Ůů Ww Yy Zz Źź Žž
E os dígrafos: Ch Dz Dź Dž.